# The Go! Team
Pour l’article homonyme, voir The Go Team .
The Go! Team est un groupe de musique basé à Brighton (Angleterre) mais dont les membres sont originaires de pays différents.
Composé de six membres (dont 2 batteurs), il crée un mélange de beats hip-hop, de samples, de guitares et de chants de cheerleaders, le tout imprégné de funk des années 1970 et basé sur le thème de l'action. Le groupe est mixte (3 garçons, 3 filles dont la chanteuse)

## Biographie
Au départ, the Go! Team était un projet solo de Ian Parton qui sortit un premier EP Get It Together en 2000. Il fut joué par John Peel. 3 ans plus tard sortis l'EP suivant Junior Kickstart sur le label Memphis Industries.

## Thunder, Lightning, Strike
Le premier album de The Go! Team Thunder, Lightning, Strike, sortit en septembre 2004, toujours sur le label Memphis Industries. Il reçut un excellent accueil critique et fut nommé aux Mercury Music Prize en 2005. L'album sortit alors partout dans le monde.
Composé de nombreux morceaux instrumentaux, des extraits de cet album ont souvent figuré dans des publicités ou émissions de télévision.

## Membres
- Ian Parton - leader, guitare électrique, harmonica et percussions
- Sam Dook - guitare électrique, banjo et percussions
- Chi "Ky" Fukami Taylor - percussions
- Kaori Tsuchida - percussions, guitare électrique, claviers (a remplacé Silke Steidinger fin 2005)
- Jamie Bell - basse
- Ninja - chant

## Discographie

### Albums studio
- Thunder, Lightning, Strike (2004)
- Proof Of Youth  (2007)
- Rolling Blackouts (2011)
- The Scene Between (2015)
- Semicircle (2018)
- Get Up Sequences Part One (2021)
- Get Up Sequences Part Two (2023)

### Singles & EP
- Get It Together 7" (2000)
- Junior Kickstart (2003)
- The Power is On (2004)
- Huddle Formation(2004)
- Ladyflash (2004), a atteint la 68e place des charts britanniques[réf. nécessaire]
- Bottle Rocket (2005), a atteint la 64e place des charts britanniques[réf. nécessaire]
- Are You Ready For More? (2005)
- Ladyflash (2006), a atteint la 26e place des charts britanniques[réf. nécessaire]
- Grip Like A Vice (2007)

À noter que Get It Together fait partie de la bande-son du jeu vidéo Little Big Planet sorti sur PS3.
The Power Is On de l'album Thunder, Lightning, Strike est aussi présent dans le jeu vidéo FIFA World Cup: Germany 2006 en tant que musique dans le menu principal.